# ЦАР на летних Олимпийских играх 2008
Центральноафриканская Республика приняла участие в летних Олимпийских играх 2008 года, отправив в Пекин три спортсмена в двух видах спорта — лёгкой атлетике и боксе. По итогам игр спортсмены из Центральноафриканской Республики не завоевали ни одной олимпийской медали.

## 

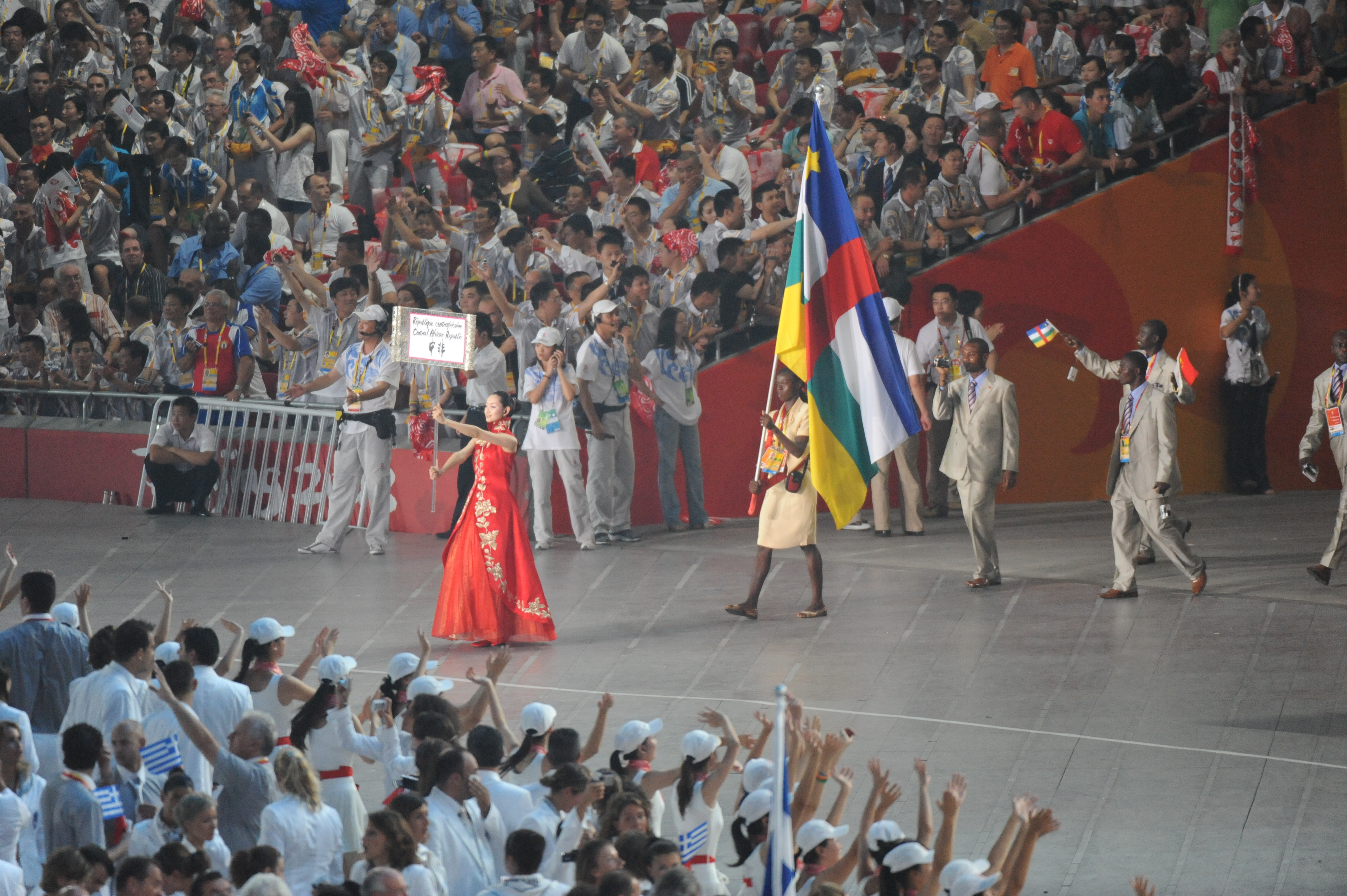
Сборная ЦАР на церемонии открытия Олимпиады, знаменосец — Мирей Деребона

## Бокс
| Спортсмен      | Категория | 1/16                       | 1/8                  | 1/4                  | 1/2                  | Финал                |
| Спортсмен      | Категория | Соперник Результат         | Соперник Результат   | Соперник Результат   | Соперник Результат   | Соперник Результат   |
| -------------- | --------- | -------------------------- | -------------------- | -------------------- | -------------------- | -------------------- |
| Бруно Бонгонго | до 69 кг  | Джозеф Мулема (CMR) П 2-17 | Завершил выступление | Завершил выступление | Завершил выступление | Завершил выступление |

## Лёгкая атлетика
| Спортсмен      | Дисциплина      | Предварительные забеги | Предварительные забеги | Четвертьфинал | Четвертьфинал | Полуфинал | Полуфинал | Финал     | Финал     |
| Спортсмен      | Дисциплина      | Результат              | Место                  | Результат     | Место         | Результат | Место     | Результат | Место     |
| -------------- | --------------- | ---------------------- | ---------------------- | ------------- | ------------- | --------- | --------- | --------- | --------- |
| Беранже Боссе  | Мужчины — 100 м | 10.51                  | 6 (забег 2)            | не прошёл     | не прошёл     | не прошёл | не прошёл | не прошёл | не прошёл |
| Мирей Деребона | Женщины — 800 м | DQ                     | —                      | не прошла     | не прошла     | не прошла | не прошла | не прошла | не прошла |